# Fria Elfen-Frenken
Fria Elfen-Frenken (* 1934 in Wien, Österreich) ist eine österreichische Künstlerin, Buchgestalterin und Galeristin.

## Leben
Fria Elfen studierte an der Akademie der Bildenden Künste Wien bei Herbert Boeckl und Albert Paris Gütersloh. Im Jahr 1959 ließ sie sich in St. Margarethen im Burgenland nieder. In den Jahren 1980 bis 1992 lebte und arbeitete sie mit ihrem Mann und Künstler Wil Frenken in Breitenbrunn am Neusiedler See im Burgenland zusammen. Das gemeinsame Haus wird heute als Galerie und Werkstatt Breitenbrunn sowie für Veranstaltungen der Landesgalerie Burgenland genutzt.
Seit der Mitte der 1980er Jahre arbeitet Fria Elfen-Frenken unter anderem mit Collagen aus Fotoelementen, Texten und Schriftsresten. Sie verwendet durchsichtige Materialien wie Plexiglas für ihre Raum- und Lichtinstallationen und experimentiert mit Licht, Schatten und Spiegeln.

## Auszeichnungen
- 1998: Kulturpreis des Landes Burgenland für Bildende Kunst.

## Ausstellungen
- 1985: Kulturzentrum bei den Minoriten, Graz, Österreich.
- 1991: Geistes Gegenwart, Museum Bochum.
- 1993: Erd Atem, Installation; Gruppe 77, Künstlerhaus Graz.
- 1993: Erd Flügel, IntAkt Loft, Wien.
- 1996: zwischen fast nichts und nicht, Diözesanmuseum Eisenstadt, Eisenstadt, Burgenland.
- 1999: Lichtwege, Offenes Haus Oberwart